# مالیگ
latitudeمالیگlongitudeمالیگ
مالیگ (به انگلیسی: Mallaig، تلفظ: ‎i‎/ˈmælɪɡ/‎;) یک شهرک در اسکاتلند است که در هایلند  واقع شده‌است.

## خصوصیات
مالیگ ۷۹۷ نفر جمعیت دارد.

## نگارخانه

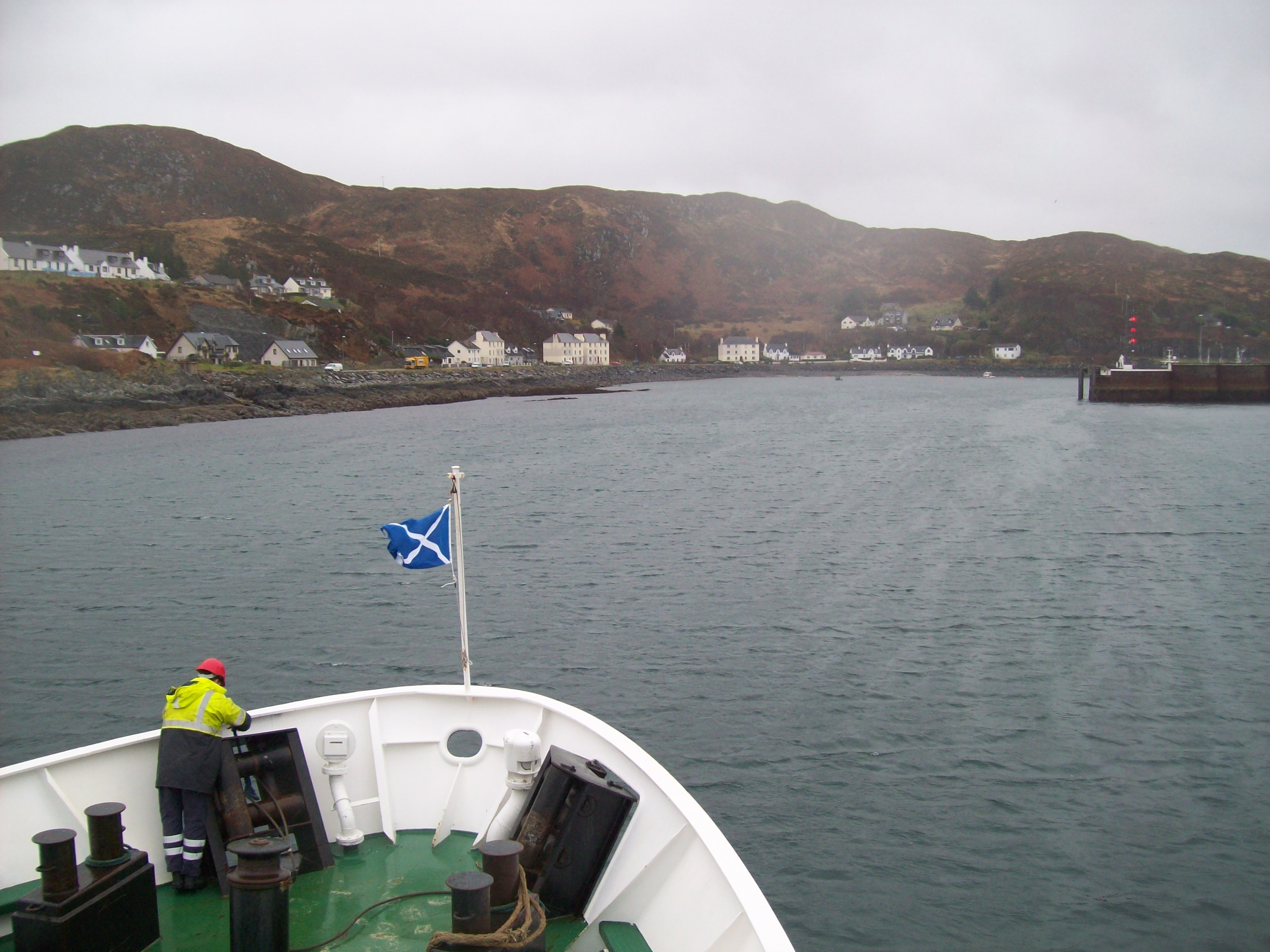
Approaching Mallaig harbour on the ferry from Skye
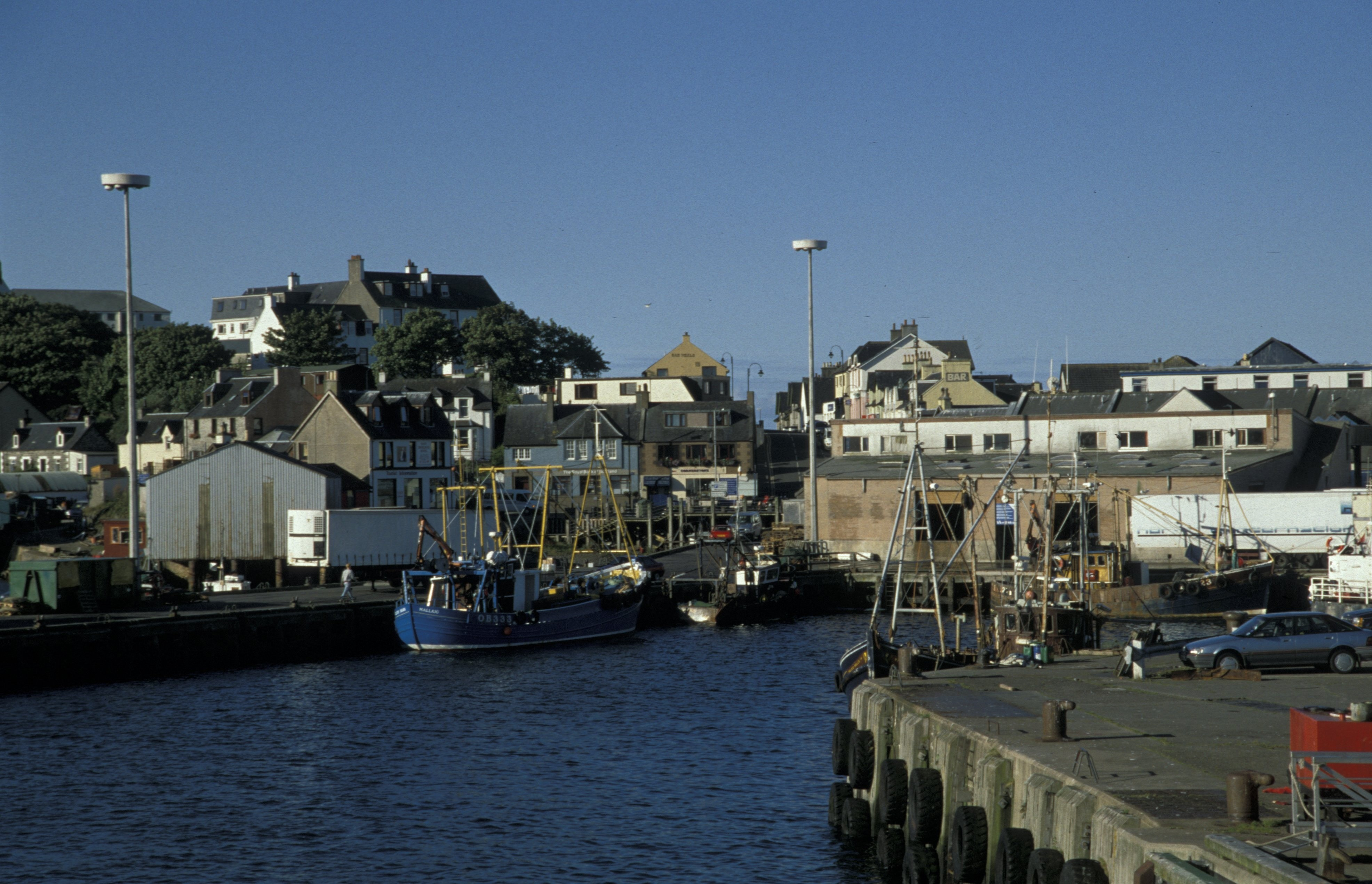
Mallaig harbour from the ferry to the Isle of Skye
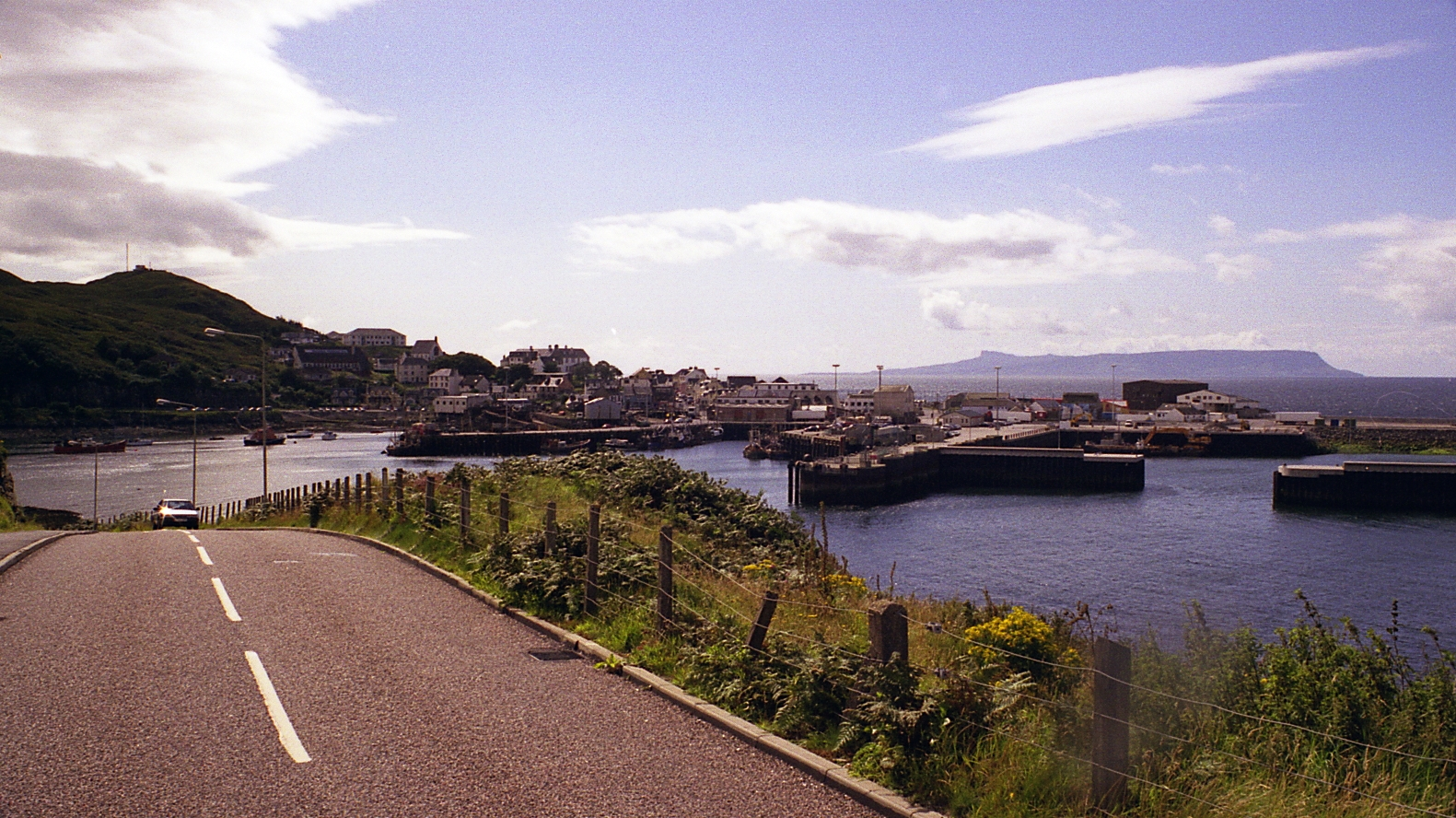
Mallaig viewed from the Ferry Road to the north of the village
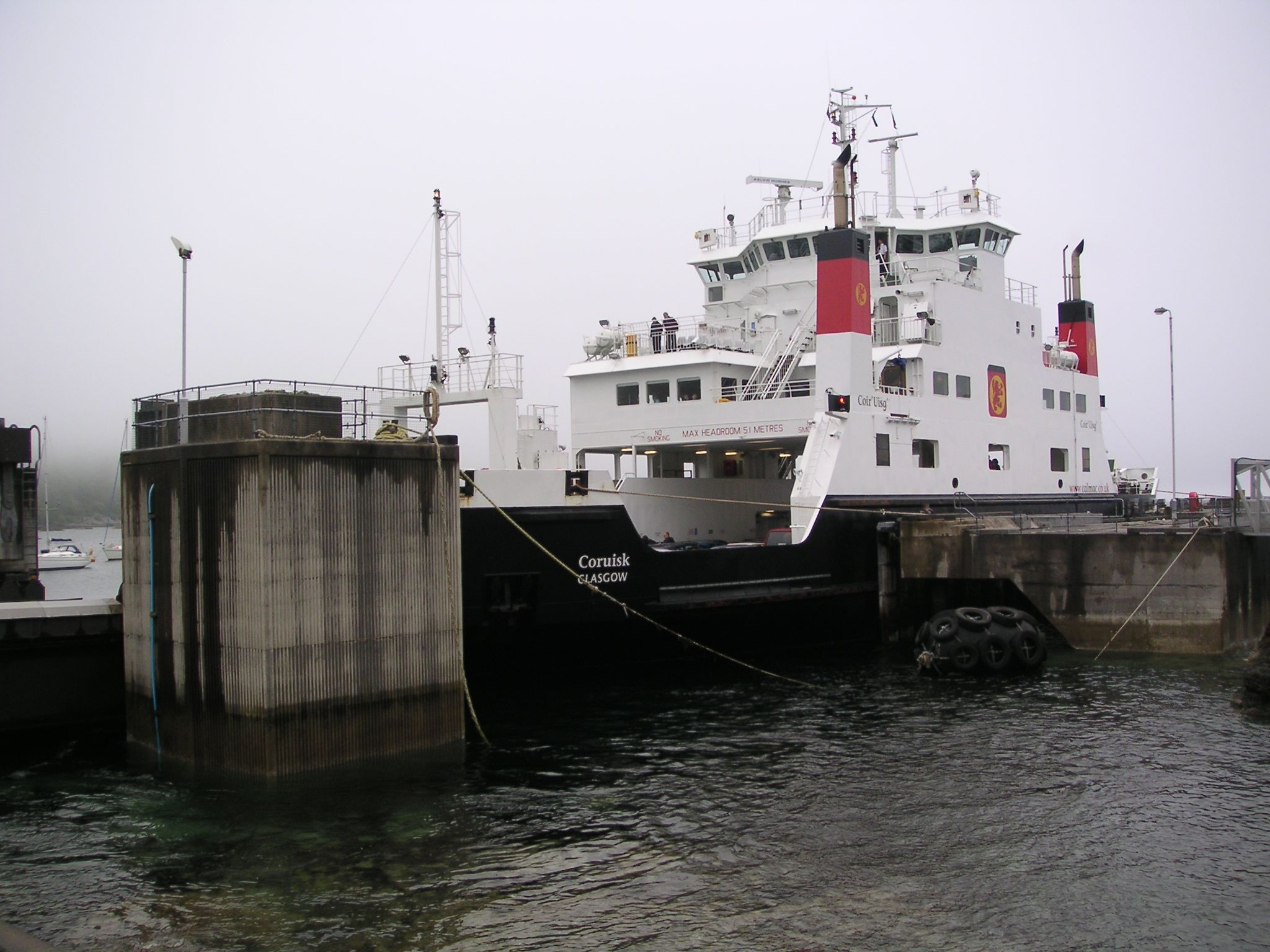
The Mallaig to Armadale car ferry
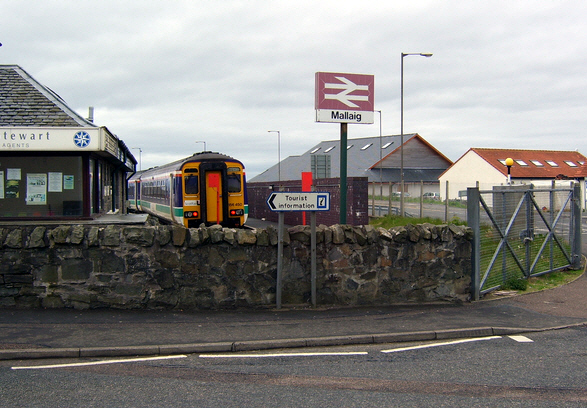
Mallaig railway station
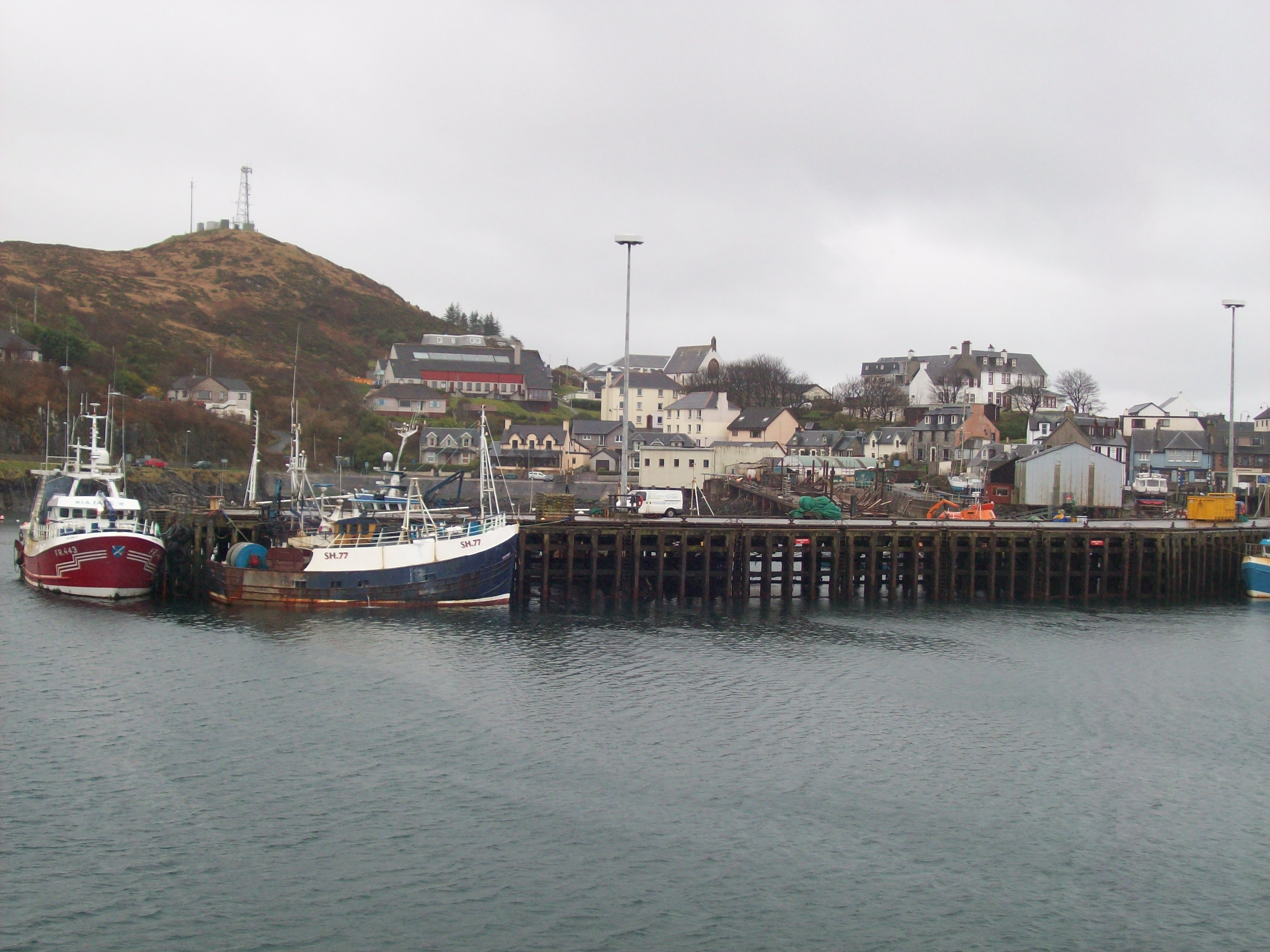
Mallaig harbour